# Innovation: Africa
 (mai 2024).
Innovation : Africa est une organisation à but non lucratif qui apporte des innovations solaires, hydrauliques et agricoles israéliennes aux villages africains ruraux. Depuis sa création en 2008, l'organisation a réalisé plus de 950 projets fournissant de l'énergie solaire aux écoles et aux centres médicaux et, surtout, pompant de l'eau potable pour plus de 4.4 millions de personnes dans 10 pays africains,. Innovation : l'Afrique a son siège social aux États-Unis et en Israël et a des projets en Ouganda, au Malawi, en Tanzanie, en Zambie, en Afrique du Sud, au Cameroun, en Éthiopie, en République démocratique du Congo, au Sénégal et en Eswatini,.

## Histoire
Innovation : Africa a été fondée en 2008 par Sivan Yaari, d'origine israélienne. La première expérience de Yaari en Afrique a eu lieu à l'âge de 20 ans, lorsqu'elle a vu des gens souffrir par manque des nécessités de base telles que l'électricité et l'accès à l'eau potable. Titulaire d'une maîtrise en gestion et politique internationales de l'énergie de l'Université de Columbia, Yaari a commencé à apporter des solutions d'énergie solaire aux villages africains,.
Innovation : Africa compte une équipe de plus de 150 employés à temps plein, dont plus de 80 hydrogéologues, ingénieurs civils, hydrauliques et électriques. Ils travaillent avec des entrepreneurs locaux à travers l'Afrique pour fournir de la lumière aux écoles et aux centres médicaux et surtout, pomper de l'eau potable dans les villages reculés.
Depuis 2012, Innovation: Africa a obtenu le statut consultatif spécial auprès du Conseil économique et social des Nations Unies et a reçu le prix de l'innovation des Nations unies pour sa technologie de surveillance à distance, qui permet une transparence totale et un suivi  temps réel de l'énergie solaire et des systèmes d'eau de chacune de leurs installations.
En partenariat avec l'UNICEF, Innovation: Africa a étendu son programme au Cameroun, pour servir les réfugiés et les demandeurs d'asile de la République centrafricaine et du Nigeria et a fourni une aide à 259 000 réfugiés en 2017-18,.
En avril 2020, Innovation : Africa a intensifié ses efforts pour empêcher la propagation du COVID-19  dans les villages particulièrement vulnérables avec des équipes sur le terrain pour forer et construire des systèmes de pompage d'eau solaires,. Reconnaissant la menace de la pandémie mondiale de COVID-19, l'organisation a accéléré des centaines de projets pour fournir un accès à l'eau potable aux villages et à l'électricité dans les centres médicaux pour alimenter des équipements médicaux vitaux tels que des ventilateurs.

## Activités

### L'énergie solaire pour les écoles et les centres médicaux
Innovation : Africa installe des systèmes d'énergie solaire qui alimentent en électricité les écoles, les orphelinats et les cliniques médicales en installant des systèmes solaires.
Dans les écoles, Innovation : Africa fournit des ordinateurs et de la lumière dans les salles de classe et au domicile des enseignants. Dans les centres médicaux, la lumière est fournie aux installations ainsi qu'aux maisons des infirmières et des médecins. Innovation : Africa fournit également la réfrigération solaire, pour stocker correctement les médicaments, les vaccins et autres équipements médicaux nécessaires,.
Les fonds pour entretenir les systèmes solaires durables, tels que le remplacement des ampoules et des batteries, sont générés par les communautés villageoises grâce à l'aide de Innovation :Africa via la création de micro-entreprises telles que des stations de recharge de téléphone et des salons de coiffure qui facturent de petits frais,.

### Eau
Innovation : Africa installe des pompes à eau solaires pour accéder à l'eau des aquifères souterrains et apporter de l'eau propre aux robinets installés dans tout le village. Chaque système de pompage d'eau solaire pompe en moyenne 30 000 litres d'eau par jour et fournit jusqu'à 10 000 personnes en eau potable. Il faut près de 3 mois pour achever l'infrastructure nécessaire au système de pompage d'eau solaire. Cela comprend une tour de dix mètres, un réservoir pouvant contenir jusqu'à 10 000 litres, une pompe solaire et des panneaux solaires. Dès le début du projet, la communauté est impliquée, Innovation : Africa forme et embauche des locaux pour participer à la construction et à la maintenance.

### Irrigation goutte à goutte
Lorsque cela est possible, Innovation: Africa installe des systèmes d'irrigation au goutte-à-goutte israéliens qui génèrent des rendements agricoles plus abordables et plus importants en utilisant moins d'eau, et fournissent une source de nourriture et de revenus aux agriculteurs et à leurs familles,. L'accès à l'eau permet aux villages de créer de nouvelles entreprises et de favoriser l'indépendance financière. Les nouvelles entreprises concernent la culture et la vente de légumes sur le marché local ainsi que la fabrication et la vente de briques et de bétail,.

### Technologie
Pour surveiller correctement les projets, Innovation: Africa installe un système de surveillance à distance dans chaque projet qui surveille la quantité d'eau pompée et d'énergie consommée dans chaque projet tout en enregistrant tout problème dans le système afin que les problèmes potentiels puissent être résolus rapidement,. Le système permet à l'équipe et à tout donateur de suivre les projets en temps réel.
En 2019, l'équipe d'ingénierie d'Innovation : Africa a développé une "boîte d'énergie" autonome  qui possède tout le nécessaire pour fournir de l'énergie aux écoles et centres médicaux hors réseau, qui comprend des ampoules LED, une batterie lithium-ion et intègre le système de gestion télécommandé.

## Financement et coûts
Innovation : Africa est un organisme enregistré 501(c)(3) basé aux États-Unis et est entièrement financé par des donateurs privés. Les donateurs comprennent des fondations, des organisations philanthropiques, des entreprises et des particuliers (de nombreux enfants de bar/bat mitzvah )  ainsi que des écoles et des communautés qui se sont regroupées pour « adopter » un village. Un don unique de 65 000 $ couvre un projet d'eau solaire qui fournit de l'eau potable à tout un village de 10 000 personnes ou 20 000 $ pour fournir de l'électricité, des ordinateurs et du matériel médical aux écoles, aux orphelinats ou aux centres médicaux,. Les salaires et les frais généraux sont payés par des fondations (subventions), indépendamment des fonds collectés pour les projets,.

## Récompenses et reconnaissance
En 2012, Innovation : Africa a obtenu le statut consultatif spécial auprès du Conseil économique et social des Nations Unies (ECOSOC). L'année suivante, l'organisation a reçu le prix de l'innovation des Nations unies pour sa technologie de surveillance à distance israélienne efficace et durable. En 2019, Innovation : Africa a remporté le prix de la diplomatie innovante de l'Institut Abba Eban. Le Premier ministre ougandais, Ruhakana Rugunda, a décrit le travail de Innovation : Africa comme ayant été un catalyseur dans l'accélération des relations entre l'Ouganda et Israël.